# Фоменко, Николай Михайлович (1903)
Николай Михайлович Фоменко (19 декабря 1903—1981) — советский деятель промышленности, с 1943 по 1954 годы возглавлял Днепровский металлургический комбинат имени Ф. Э. Дзержинского. Лауреат Сталинской премии (1951).
Депутат Верховного Совета УССР 2—4-го созывов. Член ЦК КП(б) Украины в 1949—1954 годах, в 1954—1957 годах — замминистра чёрной металлургии УССР.

## Биография
Трудовую деятельность начал на Дзержинке с 13 лет. Работал кровельщиком в мартене, учился. Член ВКП(б) с 1929 года.
Окончил Днепродзержинский металлургический институт.
До войны был начальником цеха универсального железа Дзержинки.
В годы Великой Отечественной войны был начальником заготовочного стана Чусовского металлургического завода на Урале.

### Директор Дзержинки
С 1943 года Н. М. Фоменко — первый после освобождения города от фашистов директор Днепровского металлургического комбината имени Ф. Э. Дзержинского.
Был уполномочен наркомом чёрной металлургии СССР И. Ф. Тевосяном возглавить работы по восстановлению Дзержинки, приказ № 373 о назначении директором подписан 29 октября 1943 года, при этом, согласно акту приёмки завода фашисты причинили заводу ущерб на полмиллиона рублей — почти полностью уничтожив его. Но уже 27 октября 1943 года Н. М. Фоменко издал свой первый приказ, в котором предлагал металлургам немедленно приступить к работе, при этом они освобождались от призыва в ряды Вооружённых сил страны.
Н. М. Фоменко и главный инженер Ф. С. Таранова организовали восстановление разрушенного завода — уже на 26-й день после освобождения города от фашистов заводом была выплавлена первая сталь на восстановленной мартеновской печи № 5, что увековечено в памятнике на заводской проходной: «Первый слиток, отлитый 21 ноября 1943 года на мартеновской печи № 5 на 26 день после изгнания немецких оккупантов из города Днепродзержинска. Плавка № 5-1. Сталевары Ф. И. Маклес и Г. А. Панкратенко». На 49-й день металлурги прокатали первый после освобождения города от фашистов слиток.
В 1944 году завод начал работать полным металлургическим циклом. За период с ноября 1943-го по февраль 1944 года было отстроено 30 тысяч квадратных метров жилья, куда поселились сотни семей возвратившихся из эвакуации металлургов.
В октябре 1944 года заводу имени Ф. Э. Дзержинского за высокие темпы восстановительных работ было присуждено переходящее Красное знамя Государственного Комитета Обороны, которое завод удерживал и в 1945 году.
После освобождения города на заводе было всего пять коммунистов. В 1944 году на Дзержинке трудилось уже около 250 партийцев. К концу войны в партийной организации насчитывалось около 500 партийцев.

### После войны
С 1954 по 1957 г. — замминистра чёрной металлургии УССР.

## Награды
- 1951 — Сталинская премия.
- 1967 — Почётный гражданин Днепродзержинска.
- Награждён 14 орденами и медалями.